# Barrax
Barrax ist eine Gemeinde (municipio) mit 1.864 Einwohnern (Stand: 2024) in der südostspanischen Provinz Albacete der Autonomen Region Kastilien-La Mancha.

## Lage
Barrax liegt etwa 30 km westnordwestlich von Albacete in einer Höhe von ca. 730 m. Das Klima im Winter ist kühl, im Sommer dagegen durchaus warm; die geringen Niederschlagsmengen (ca. 432 mm/Jahr) fallen – mit Ausnahme der nahezu regenlosen Sommermonate – verteilt übers ganze Jahr.

## Bevölkerungsentwicklung
| Jahr      | 1970 | 1981 | 1991 | 2001 | 2011 | 2021 |
| Einwohner | 2353 | 2101 | 1979 | 1948 | 2063 | 1808 |

Der kontinuierliche Bevölkerungsanstieg ist im Wesentlichen auf die anhaltende Zuwanderung von Menschen aus dem agrarisch geprägten Umland zurückzuführen.

## Sehenswürdigkeiten
- Kirche der unbefleckten Empfängnis (Iglesia de la Purísima Concepción)

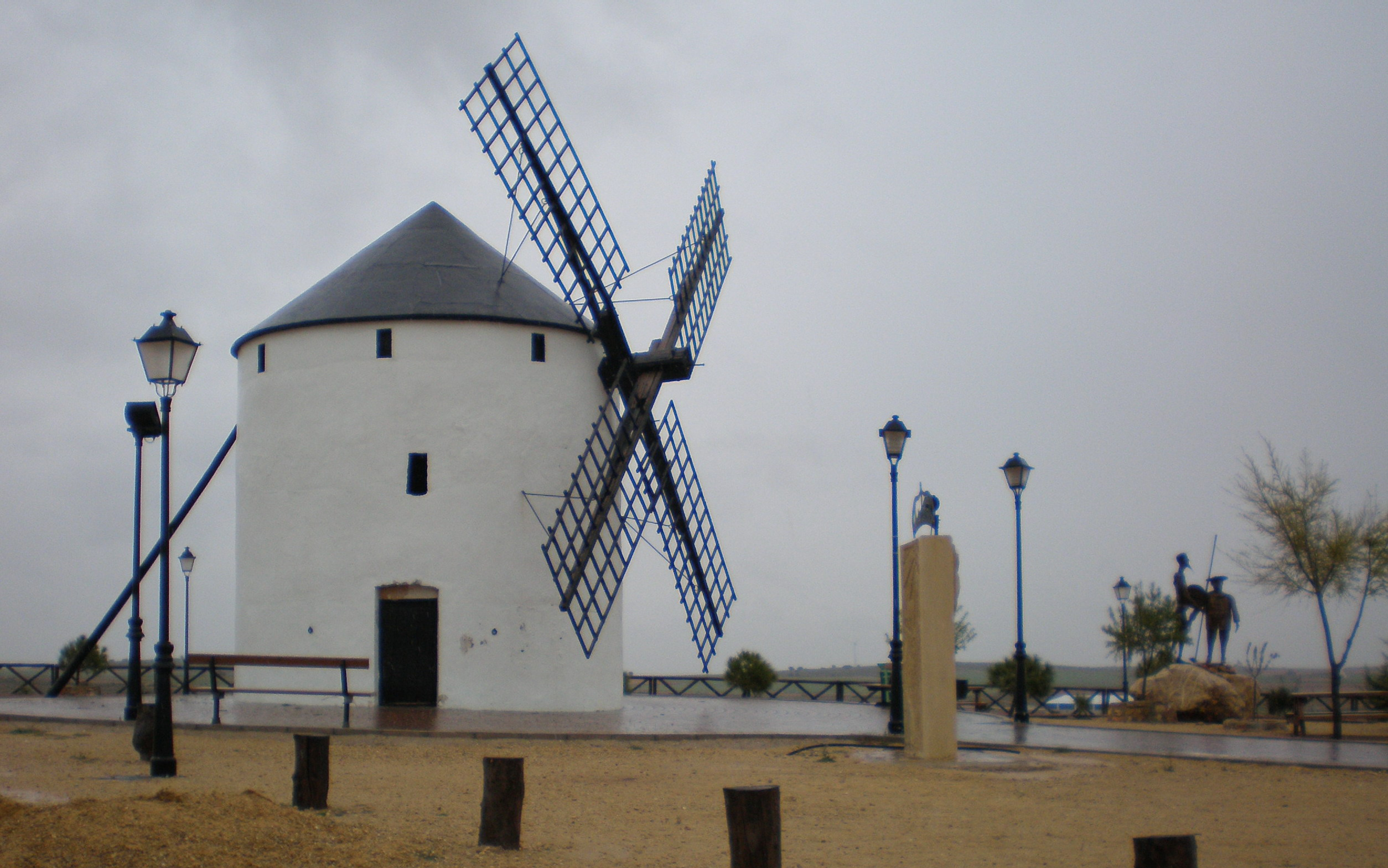
Windmühlen
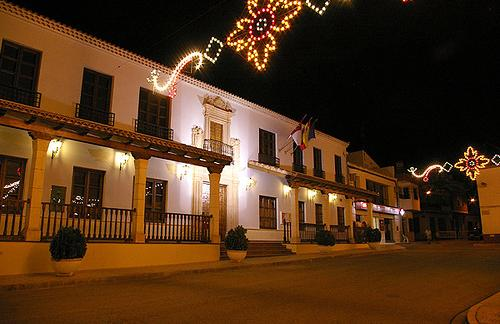
Rathaus

- Windmühlen
- Rathaus

## Persönlichkeiten
- Benjamín Palencia (1894–1980), Maler